# 2,6-Diiodphenol
2,6-Diiodphenol ist eine chemische Verbindung, die sowohl zu den Phenolen als auch zu den Halogenaromaten zählt.

## Darstellung
2,6-Diiodphenol wurde erstmals 1883 von C. Schall aus Natriumphenolat und elementarem Iod hergestellt. Der Nachweis, dass es sich bei dem von Schall erhaltenen Diiodphenol um das 2,6-Isomer handelte, wurde erst 1902 von M. P. Brenans erbracht. Als Nebenprodukte entstehen bei dieser Reaktion 4-Iodphenol und 2,4,6-Triiodphenol.
Eine weitere Synthesemöglichkeit ist die Reaktion von Phenol mit Iod in Wasserstoffperoxid, die in sehr guten Ausbeuten das gewünschte Produkt liefert.

## Derivate
Veresterung mit Essigsäureanhydrid (Ac2O) liefert das Acetat, das bei 107 °C schmilzt.
Der Methylether kann durch Methylierung mit Dimethylsulfat hergestellt werden und ist auch unter dem Trivialnamen 2,6-Diiodanisol bekannt. Sein Schmelzpunkt liegt bei 35 °C. Die Schmelzpunkte weiterer Ether sind in untenstehender Tabelle gelistet.
| Ether des 2,6-Diiodphenols |                                        |                                         |                                      |                                       |
| Namen                      | 2,6-Diiodanisol 2,6-Diiodmethoxybenzol | 2,6-Diiodphenetol 2,6-Diiodethoxybenzol | 2,6-Diiodallyloxybenzol              | 2,6-Diiodbenzyloxybenzol              |
| Strukturformel             | Struktur von 2,6-Diiodoanisol          | Struktur von 2,6-Diiodphenetol          | Struktur von 2,6-Diiodallyloxybenzol | Struktur von 2,6-Diiodbenzyloxybenzol |
| CAS-Nummer                 | 344324-93-2                            | 38751-61-0                              |                                      | 1366768-12-8                          |
| Summenformel               | C7H6I2O                                | C8H8I2O                                 | C9H8I2O                              | C13H10I2O                             |
| Molare Masse               | 359,9 g·mol−1                          | 373,9 g·mol−1                           | 385,9 g·mol−1                        | 435,9 g·mol−1                         |
| Beschreibung               | farblose Prismen                       | farblose Prismen                        | farblose Prismen                     | farblose Prismen                      |
| Schmelzpunkt               | 35 °C                                  | 41–42 °C                                | 46 °C                                | 74,5 °C                               |

Die Nitrierung von 2,6-Diiodphenol mit Salpetersäure in Essigsäure ergibt ein Gemisch von 2,6-Diiod-4-nitrophenol, Schmelzpunkt 155–156 °C) und 2-Iod-6-nitrophenol, wobei letzteres unter Freisetzung von elementarem Iod entsteht.
Die Bromierung von 2,6-Diiodphenol mit elementarem Brom in Essigsäure liefert 4-Brom-2,6-diiodphenol, dessen Schmelzpunkt bei 128 °C liegt.

## Externe Links zu erwähnten Verbindungen
1. ↑  Externe Identifikatoren von bzw. Datenbank-Links zu 2,6-Diiod-4-nitrophenol:  CAS-Nr.: 305-85-1, EG-Nr.: 206-170-4, ECHA-InfoCard: 100.005.611, PubChem: 9370, ChemSpider: 9002, Wikidata: Q27155583.
2. ↑  Externe Identifikatoren von bzw. Datenbank-Links zu 2-Iod-6-nitrophenol:  CAS-Nr.: 13073-26-2, PubChem: 13585202, Wikidata: Q82421496.